# Doctrina Monroe

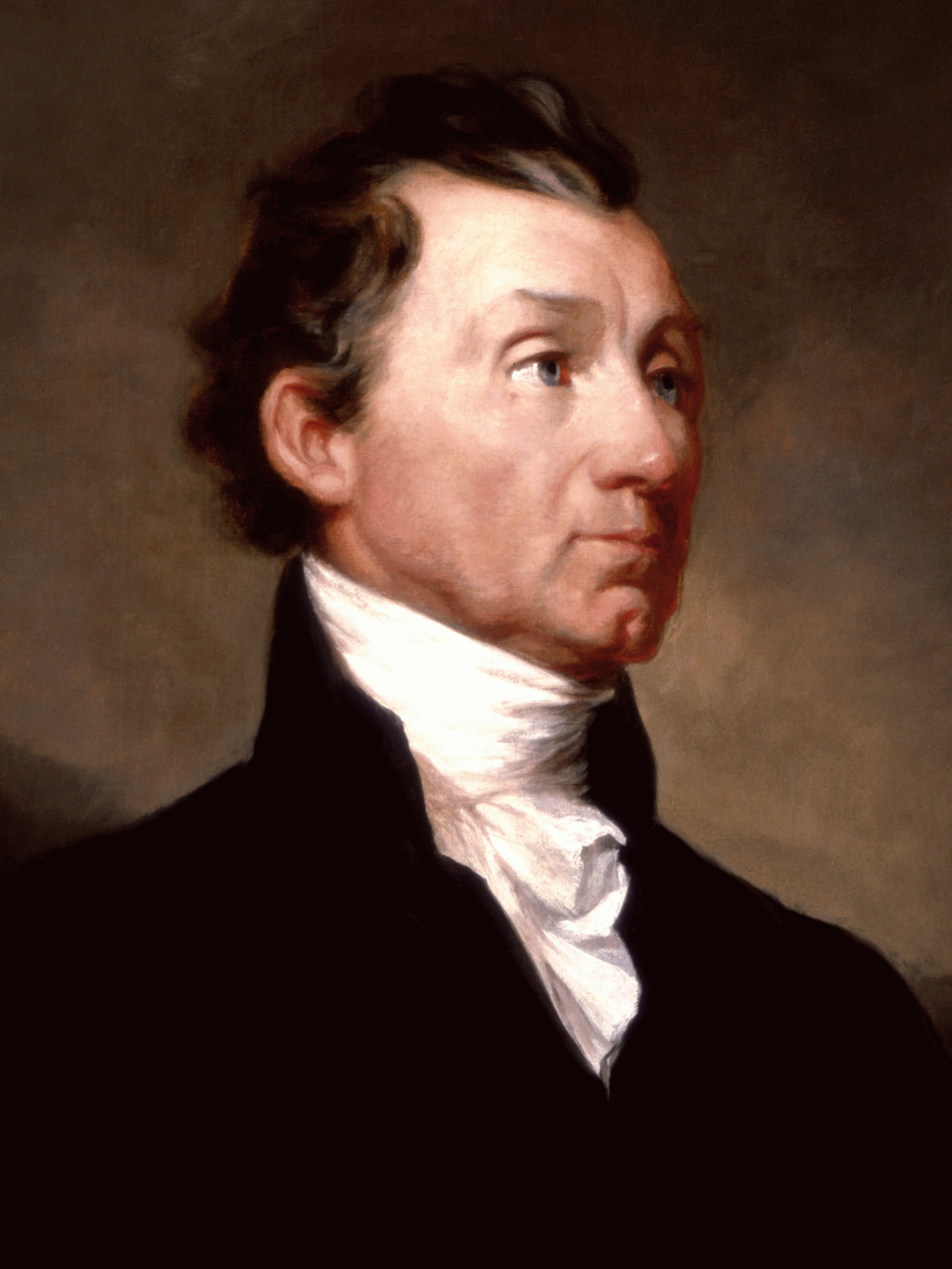
James Monroe, 5.º presidente de los Estados Unidos.

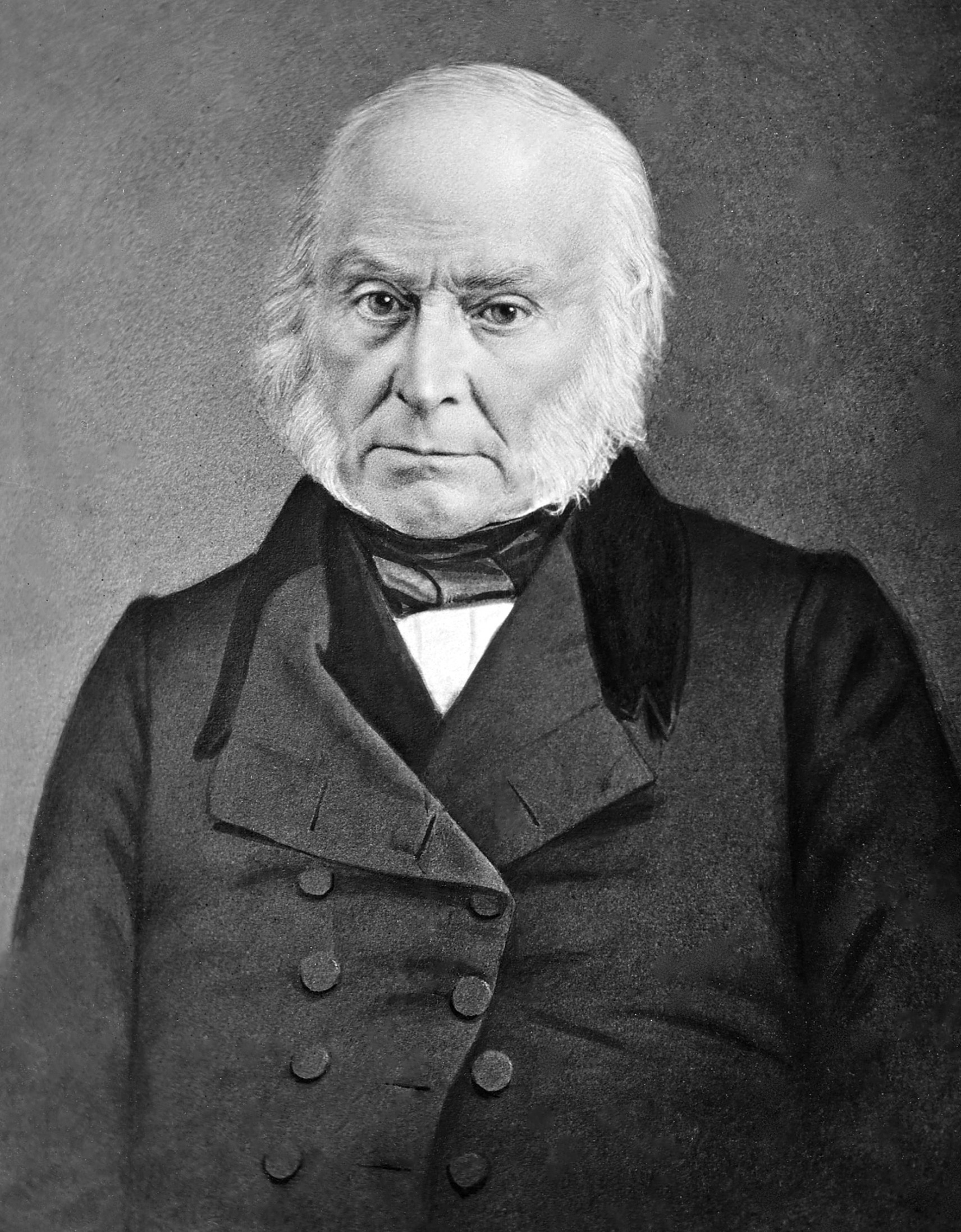
Secretario de Estado John Q. Adams, autor de la Doctrina Monroe y sexto presidente de los Estados Unidos.

La Doctrina Monroe es una postura de la política exterior de los Estados Unidos que se opone al colonialismo europeo en el hemisferio occidental. Sostiene que cualquier intervención en los asuntos políticos en el continente de América por parte de potencias extranjeras de otros continentes es un acto potencialmente hostil contra los Estados Unidos. La doctrina fue clave para la estrategia estadounidense en el siglo XX.
El presidente estadounidense James Monroe articuló por primera vez la doctrina el 2 de diciembre de 1823, durante su séptimo discurso anual sobre el Estado de la Unión ante el Congreso de los Estados Unidos (aunque no llevaría su nombre hasta 1850). En ese momento, casi todas las colonias españolas en América habían logrado o estaban cerca de la independencia. Monroe afirmó que el Nuevo Mundo y el Viejo Mundo seguirían siendo esferas de influencia claramente separadas, y, por lo tanto, los esfuerzos adicionales de las potencias europeas para controlar o influir en los estados soberanos de la región se considerarían una amenaza para la seguridad de los Estados Unidos. A su vez, EE. UU. reconocería y no interferiría con las colonias europeas existentes ni se entrometería en los asuntos internos de los países europeos.
Como Estados Unidos carecía de una armada naval y un ejército terrestre potentes en el momento de la proclamación de la doctrina, las potencias coloniales la ignoraron en gran medida. Si bien el Imperio británico la aplicó con éxito en parte, y la utilizó como una oportunidad para hacer cumplir su propia política de Pax Britannica, la doctrina se quebró varias veces a lo largo del siglo XIX, en particular con la segunda intervención francesa en México. Sin embargo, a principios del siglo XX, los propios Estados Unidos pudieron aplicar con éxito la doctrina, y se la consideró un momento decisivo en la política exterior de los Estados Unidos y uno de sus principios más antiguos. La intención y el efecto de la doctrina persistieron durante más de un siglo después de eso, con solo pequeñas variaciones, y serían invocados por muchos estadistas estadounidenses y varios presidentes estadounidenses, incluidos Ulysses S. Grant, Theodore Roosevelt, John F. Kennedy y Ronald Reagan.
Después de 1898, la Doctrina Monroe fue reinterpretada por abogados e intelectuales como una forma de promover el multilateralismo y la no intervención. En 1933, bajo la presidencia de Franklin D. Roosevelt, Estados Unidos ratificó esta nueva interpretación, concretamente mediante la fundación de la Organización de los Estados Americanos. En el siglo XXI, la doctrina sigue siendo denunciada, restablecida o reinterpretada de diversas formas.

## Contexto
La Doctrina reafirma la oposición de Estados Unidos contra el colonialismo europeo, inspirándose en la política aislacionista de George Washington, según la cual «Europa tenía un conjunto de intereses elementales sin relación con los nuestros o, si no, muy remotamente» (discurso de despedida del presidente George Washington, el 17 de septiembre de 1796), y desarrollaba el pensamiento de Thomas Jefferson, según el cual «América tiene un Hemisferio para sí misma», que tanto podría significar el continente americano como su propio país.
El gobierno de Estados Unidos, en aquel entonces un país que había alcanzado su independencia hacía tan sólo cuarenta años, temía que las potencias europeas victoriosas que emergían del Congreso de Viena (1814‑1815) revivieran sus imperios coloniales en América. A medida que las revolucionarias guerras napoleónicas (1803‑1815) terminaban, Prusia, Austria y Rusia formaban la Santa Alianza para defender el monarquismo. En particular la Santa Alianza autorizó incursiones militares para restablecer el dominio de los Borbones sobre España, así como bajo sus colonias, que estaban en la época estableciendo su independencia.
En la época, la Doctrina Monroe representaba una seria advertencia no solo a la Santa Alianza, sino también a la propia Gran Bretaña (con quienes los estadounidenses habían trabado recientemente la guerra de 1812), aunque su efecto inmediato, en cuanto a la defensa de los nuevos Estados americanos, era puramente moral, dado que los intereses económicos y la capacidad política y militar de Estados Unidos en la época no sobrepasaban la región del Caribe. Es muy importante resaltar que Estados Unidos en esta época aún estaba lejos de ser considerado siquiera una potencia regional. De cualquier forma, la formulación de la Doctrina Monroe ayudó a Gran Bretaña a frustrar los planes europeos de recolonización de América y permitió que Estados Unidos continuara dilatando sus fronteras hacia el oeste. Esta expansión en el continente americano tuvo como presupuesto el Destino Manifiesto, y marcó el inicio de la política expansionista de Estados Unidos en el continente.

## Recepción
En la época, la reacción en América Latina a la Doctrina Monroe fue generalmente favorable, pero en algunas ocasiones recelosa. John Crow, autor de The Epic of Latin America, afirma: «El propio Simón Bolívar, aún en medio de su última campaña contra los españoles, Santander en Colombia, Rivadavia en Argentina, Victoria en México —líderes de los movimientos de emancipación en todos los lugares— recibieron las palabras de Monroe con la más sincera gratitud». 
Crow argumenta que los líderes de América Latina eran realistas: en su contexto histórico, ellos sabían que el presidente de Estados Unidos ejercía muy poco poder en la época, particularmente sin el apoyo de las fuerzas británicas, y descubrieron que la Doctrina Monroe era inaplicable si los Estados Unidos estuvieran solos contra la Santa Alianza. Mientras ellos apreciaban y alababan su apoyo en el norte, ellos sabían que el futuro de su independencia estaba en manos de los británicos y de su poderosa marina.
En 1826, Bolívar apeló a su Congreso de Panamá para albergar la primera reunión «panamericana». En los ojos de Bolívar y sus hombres, la Doctrina Monroe debía convertirse en nada más que una simple herramienta de política nacional de los estadounidenses. De acuerdo con Crow, «no debería ser y nunca fue destinado a ser una carta de acción hemisférica concertada».

## Fase imperial de Estados Unidos
Como se ha visto anteriormente, «América para los americanos» toma su sentido dentro del proceso de imperialismo y colonialismo en el que se habían embarcado las potencias europeas de esos años. En un inicio se presentó como defensa de los procesos de independencia de los países americanos, aunque el pronunciamiento del presidente Monroe no pasó de ser una simple declaración altisonante hecha por un Estado sin recursos militares suficientes para sostenerla. Esa circunstancia determinó que durante largo tiempo no fuera invocada ni calificada como doctrina.
El presidente estadounidense James Polk despertó por primera vez el discurso de Monroe en su alocución del 2 de diciembre de 1845 con la finalidad de apoyar las pretensiones estadounidense sobre Texas y el territorio de Oregón, así como para oponerse a supuestas maquinaciones británicas con relación a California, que en aquel entonces era una provincia mexicana.
En 1850 también se tomó el pronunciamiento del entonces fallecido presidente Monroe en ocasión de la rivalidad entre británicos y estadounidenses en Centroamérica.
El postulado de Monroe adquirió el título de doctrina en los años 1850 y los siguientes. Sobre esto, Pedro Mir observa —siguiendo al historiador Perkins— que para 1954 la Doctrina Monroe no era conocida oficialmente con ese nombre y añade que «para esa fecha los principios de Monroe [...] eran calificados de “doctrina” en artículos periodísticos y de manera retórica en debates de las Cámaras» y que «por su parte, las potencias coloniales la denominaban así en despachos secretos [... ] pero jamás admitían públicamente, no sólo el nombre, sino su misma existencia».
En adición a lo recién expresado —citando a Mir— es oportuno conocer parte de una comunicación emanada de un ministro español sobre una propuesta de anexión de la República Dominicana a España. El documento dice: «Al dar conocimiento a V. E. de este negocio, creo de mi deber manifestarle que tengo por seguro al protectorado de la España en Santo Domingo, se opondrían los Estados Unidos y muy especialmente el partido democrático que hoy se halla al frente del Gobierno de la Federación, el cual es sostenedor de la máxima política conocida en aquel país con el nombre de The Monroe Doctrine, a saber: que no se debe consentir por la Confederación americana que ninguna nación de Europa o cualquiera de América tenga más dominio que el que ejerza en la actualidad».
Si bien ese era el parecer español en 1854, más tarde hubo un cambio de opinión debido principalmente a la insistencia de algunos agentes de España en Santo Domingo y de los gobernadores de Puerto Rico y Cuba, lo cual conllevó a la anexión de la República Dominicana a España.
Pero antes de la anexión el Gobierno estadounidense, a través de un aventurero de nombre William Leslie Cazneau, había manifestado tener pretensiones sobre una parte de la bahía de Samaná. En tal sentido, el Secretario de Estado, William L. Marcy, le hacía llegar a su enviado las siguientes instrucciones: «el más poderoso incentivo para reconocer a la República Dominicana e instrumentar un Tratado con ella, es la adquisición de las ventajas que Estados Unidos espera derivar de la posesión y control de una porción del territorio de la Bahía de Samaná... Nuestro propósito no es otro que ese territorio sea cedido completamente: para las conveniencias que los Estados Unidos aspiran a obtener bastaría con una sola milla cuadrada».
El proyecto estadounidense se enfrentó, naturalmente, con la oposición de las potencias europeas que se emplearon a fondo en intrigas diplomáticas e incluso en amenazas navales para hacerlo fracasar. 
Sin embargo, con apoyo u omisión de los Estados Unidos, después de la adopción de la doctrina Monroe se produjeron intervenciones europeas en países americanos. Entre ellas se cuenta la ocupación de las islas Malvinas por parte de Gran Bretaña en 1833, el bloqueo de barcos franceses a los puertos argentinos entre 1839 y 1840, el bloqueo anglo-francés al Río de la Plata de 1845 a 1850, la invasión española a la República Dominicana entre 1861 y 1865, la intervención francesa en México entre 1862 y 1867, la guerra hispano-sudamericana entre 1865 y 1866, la ocupación inglesa de Mosquitia y la ocupación de la Guayana Esequiba (Venezuela) por Gran Bretaña en 1855.

## Corolario de Rutherford Hayes
En 1880, siguiendo la idea de que el Caribe y Centroamérica formaban parte de la «esfera de influencia exclusiva» de los Estados Unidos, el presidente Rutherford Hayes enunció un corolario a la Doctrina Monroe: «Para evitar la injerencia de imperialismos extra continentales en América, los Estados Unidos deben ejercer el control exclusivo sobre cualquier canal interoceánico que se construyese». De este modo sentó las bases de la posterior apropiación del canal de Panamá por los estadounidenses, cuya construcción había sido abandonada por el francés Ferdinand de Lesseps en 1888, y excluían a poderes europeos que pudieran competir por los mercados del Caribe y Centroamérica, aprovechando la cercanía de Estados Unidos a la zona.

## Corolario de Roosevelt

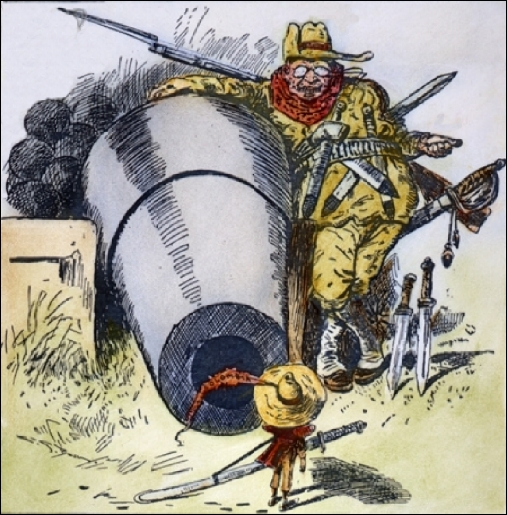
Caricatura titulada «Vete, pequeñín, y no me molestes» aparecida en el New York World, en 1903, haciendo alusión a las negociaciones entre Estados Unidos y Colombia por los derechos del istmo de Panamá, donde Roosevelt es mostrado apuntando un cañón.

A raíz del bloqueo naval de Venezuela por potencias europeas a comienzos del siglo XX, Estados Unidos afirmó su doctrina Monroe y el presidente Theodore Roosevelt emitió en su discurso a la nación del 6 de diciembre de 1904 un Corolario estableciendo que, si un país europeo amenazaba o ponía en peligro los derechos o propiedades de ciudadanos o empresas estadounidenses, el gobierno estadounidense estaba obligado a intervenir en los asuntos de ese país para «reordenarlo», restableciendo los derechos y el patrimonio de su ciudadanía y sus empresas. Este corolario supuso, en realidad, una carta blanca para la intervención de Estados Unidos en América Latina y el Caribe. El corolario provocó una gran indignación en los dirigentes europeos  y en particular del káiser Guillermo II de Alemania.
Esta nueva era trajo un impulso colonialista por parte de Estados Unidos, que reafirmó la doctrina Monroe con el Corolario de Roosevelt de 1904 para la interpretación de la doctrina Monroe. Es decir, la política del Gran Garrote o Big Stick. La expresión es del presidente de Estados Unidos, tomada de un proverbio africano: «Habla suavemente y lleva un gran garrote, así llegarás lejos» («Speak softly and carry a big stick, you will go far»). Bajo la política del Gran Garrote se legitimó el uso de la fuerza como medio para defender los intereses en el sentido más amplio de EE. UU., lo que resultó en numerosas intervenciones políticas y militares en todo el continente.
El Gran Garrote también se refiere a las intervenciones estadounidenses ocasionadas por la «discapacidad» de los Gobiernos locales de resolver asuntos internos desde el punto de vista del Gobierno de Estados Unidos, y protegiendo los intereses de ciudadanos y entidades estadounidenses. En tal sentido, Roosevelt postulaba que los desórdenes internos de las repúblicas latinoamericanas constituían un problema para el funcionamiento de las compañías comerciales estadounidenses establecidas en dichos países, y que en consecuencia los Estados Unidos debían atribuirse la potestad de «restablecer el orden», primero presionando a los caudillos locales con las ventajas que representaba gozar del apoyo político y económico de Washington («hablar de manera suave»), y finalmente recurriendo a la intervención armada (el Gran Garrote), en caso de no obtener resultados favorables a sus intereses militares.

### Oposición a la política de Theodore Roosevelt
La política del gran garrote causó indignación, sobre todo en América Latina ya que se consideraba una violación a la soberanía de cada Estado. Varios políticos se pronunciaron en contra, siendo el más importante fue el presidente de México, Porfirio Díaz, quien defendió los principios de libertad y autodeterminación de los pueblos con su propia doctrina, la Doctrina Díaz, que pregonaba que todos los pueblos son libres de autodeterminar su futuro y de autogobernarse, y que una nación no tenía un motivo ni para intervenir en el autogobierno de otra, ni para desconocer o reconocer su gobierno.
Sin embargo, tras la derrota española ante Estados Unidos en 1898, la mayoría de los países latinoamericanos retiró sus protestas por temor a alguna represalia, aunque se intentaron acercar más a Europa: por ejemplo, Argentina estrechó sus relaciones con Italia, Brasil y Chile con Alemania, y México junto a Colombia con Gran Bretaña.
En Europa la reacción fue de amenaza: España había perdido sus territorios y los países coloniales temían lo mismo, por lo que el Reino Unido y Francia formaron alianzas con Estados Unidos, mientras que Alemania y Austria buscaron distanciarse y formar otro bloque de poder.

## Aplicación de la doctrina
Interpretar el principio de la no intervención de los Estados europeos en los asuntos americanos de una manera absoluta, conduciría a que un Estado americano pudiera conculcar los principios de la justicia en sus relaciones con los individuos extranjeros, violar la ley moral, negarse a tomar en consideración las justas reclamaciones de los extranjeros perjudicados, crear de este modo un estado anormal de las cosas e ilícito según los principios de Derecho común y de la Moral internacional, y luego rechazar cualquier forma de injerencia para hacer cesar tales manifiestas violaciones de los principios de la justicia, atrincherándose en el principio de su independencia y en la doctrina de Monroe.

Cuando el presidente Monroe formuló esa primera doctrina global de su país, «América para los americanos», Diego Portales, en ese entonces un ciudadano y comerciante chileno de los puertos del Pacífico, y que  años después sería ministro de estado en su país, escribió a un amigo:

Lima, marzo de 1822. Señor José M. Cea.
Mi querido Cea: Los periódicos traen agradables noticias para la marcha de la revolución en toda América. Parece algo confirmado que los Estados Unidos reconocen la independencia americana. Aunque no he hablado con nadie sobre este particular, voy a darle mi opinión. El presidente de la Federación de N. A., Mr.  Monroe, ha dicho: «Se reconoce que la América es para éstos». ¡Cuidado con salir de una dominación para caer en otra! Hay que desconfiar de estos señores que muy bien aprueban la obra de nuestros campeones de liberación, sin habernos ayudado en nada: he aquí la causa de mi temor. ¿Por qué ese afán de Estados Unidos en acreditar ministros, delegados y en reconocer la independencia de América, sin molestarse ellos en nada? ¡Vaya un sistema curioso mi amigo! Yo creo que todo esto obedece a un plan combinado de antemano; y ese sería así: hacer la conquista de América, no por las armas, sino por la influencia en toda esfera. Eso sucederá, tal vez hoy no; pero mañana sí. No conviene dejarse halagar por estos dulces que los niños suelen comer con gusto, sin cuidarse de un envenenamiento.
Diego Portales

Nótese que la carta está hecha en Lima, cuando Portales era un simple comerciante, de veintinueve años, y muy poco después de formulada la doctrina Monroe. La clarividencia de este pasaje es evidente. Analizando el documento, el ensayista Armando Uribe comentó: «"América para los americanos"; significaba, como bien lo vio el mismo año el chileno Diego Portales -así lo manifiesta en una carta-, no que América es para cada uno de los países que se iban constituyendo en el continente, ¡sino para ellos mismos que son los únicos que se atribuyen la palabra "americanos"!».
En el siglo XIX el enemigo principal era la Marina Real Británica y los intereses estadounidenses eran secundarios. Por otro lado, la Doctrina Monroe no recibió mucha atención en Europa al momento de formularse, pues la Santa Alianza estaba informada de que la potencia naval estadounidense era bastante inferior a la británica y de que los proyectos de restablecer el absolutismo en la América española eran inviables debido a la oposición de Gran Bretaña a secundarlos, y no por el desafío de Estados Unidos, que difícilmente podía sostenerlo en esos años.

## Ambigüedad de la Doctrina
Esta doctrina no ha sido seguida imparcialmente; en realidad, solo se aplica en beneficio de los intereses de los Estados Unidos, como lo ejemplifica el papel que tomaron en múltiples intervenciones europeas posteriores en el continente americano. Por ejemplo, la toma en 1833 de las islas Malvinas por los británicos, el dominio español de la República Dominicana entre 1861 y 1865, el bloqueo de barcos franceses a los puertos argentinos entre 1838 y 1850, el establecimiento de los británicos en Mosquitia, la invasión de México por las tropas francesas y la imposición de Maximiliano de Austria como emperador, la ocupación de la Guayana Esequiba por los británicos y el bloqueo naval de Venezuela por Alemania, Reino Unido e Italia  entre 1902 y 1903, además de las diversas colonias en el Caribe que aún conservan los gobiernos europeos, como las Islas Vírgenes Británicas, las Islas Turcas y Caicos, las islas de Aruba, Bonaire, Curazao, San Martín, Saba y San Eustaquio bajo la corona neerlandesa, y la Guayana Francesa y Guadalupe, que son departamentos franceses de ultramar que incluyen otras islas menores e islotes de posesión francesa, como por ejemplo Martinica y San Pedro y Miquelón. Igualmente hay que mencionar el caso de Groenlandia, tercer país más grande de América del Norte, que aún permanece como colonia de Dinamarca.
La guerra de las Malvinas en 1982 y el apoyo que el gobierno de los Estados Unidos brindó en inteligencia al gobierno de Margaret Thatcher dejaron de manifiesto que la doctrina no aplicaba más que para aquellas potencias europeas no aliadas a los Estados Unidos.
Cabe destacar en este mismo orden de ideas que aún existen países de la Commonwealth, que es un remanente colonial del Imperio británico, como lo son Canadá y las diversas islas caribeñas conocidas como las Indias Occidentales Británicas que además incluyen a otras regiones continentales como Belice y Guyana.
De ahí la ambigüedad de la doctrina, en Latinoamérica se entiende que cuando Estados Unidos usa el postulado "América para los americanos", por "América" se refieren a todo el continente, pero por "americanos" solo a los estadounidenses.